# Muraoka Iheiji

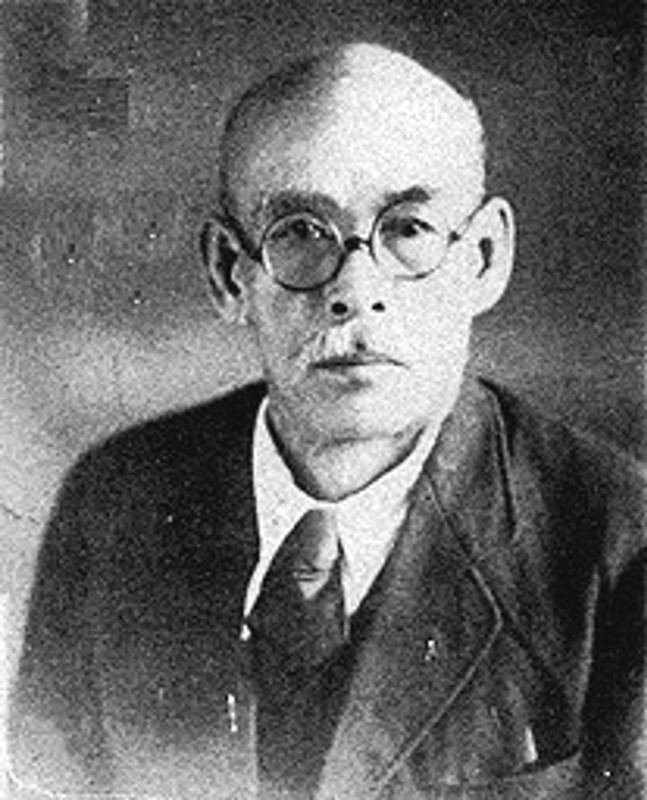
Muraoka Iheiji (vor 1940)

Muraoka Iheiji (japanisch 村岡 伊平治; geboren 5. November 1867 in Shimabara Provinz Hizen; gestorben 1943) war ein japanischer Geschäftsmann. Er kaufte während der Meiji- und Taishō-Zeit „Karayuki“ (からゆき), also Prostituierte, und verkaufte sie in Südostasien und in andere Gebiete.

## Leben und Wirken
Muraoka Iheiji ging mit 18 Jahren nach Hongkong und Shanghai. Danach eröffnete er 1890 in Singapur eine Spielhalle und eine „Dienstmädchen-Vermittlung“ (女郎屋, Jōrōya), also ein Bordell. Unter dem Deckmantel, „sich der südlichen Entwicklung des Japanischen Reiches zu widmen und ehemalige Sträflinge zu rehabilitieren“, nutzte er eine große Anzahl von Handlangern, um Mädchen aus Japan als Prostituierte ins Ausland zu bringen, hauptsächlich nach Südostasien, aber auch nach Indien und Australien.
Seit 1900 war er auf den gesamten Philippinen in verschiedenen Geschäften tätig. Sein Leben war voll von ungesetzlichen Aktivitäten, zugleich war er aber auch ein guter Patriot. So fungierte er als Präsident der „Vereinigung von Japanern“ (日本人会会長, Nihonjin-kai kaichō) dort. Die „Autobiographie Muraoka Iheiji“ (村岡伊平治自伝, Murakami Iheiji jiden) ist eine Insider-Geschichte, realistisch verfasst, obwohl sie viele Übertreibungen enthält. Wie kein anderes Buch gab es den Anstoß für die Erforschung der Geschichte der Frauen in ihrer von Gönnern abhängigen Lage.